# 福薩諾瓦修道院

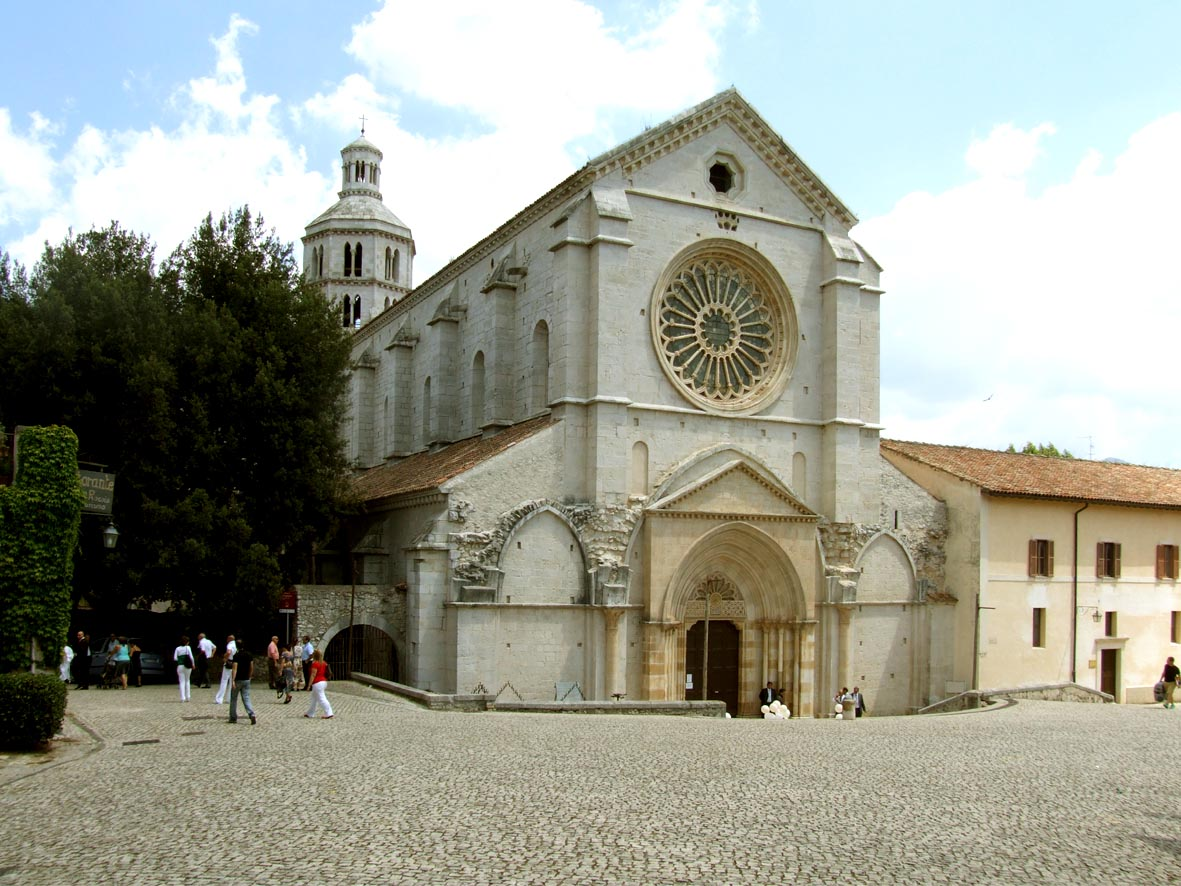
福薩諾瓦修道院

福薩諾瓦修道院（義大利語：abbazia di Fossanova）是義大利拉蒂納省的一座修道院，鄰近普里韋爾諾火車站，距羅馬東南約100公里處。福薩諾瓦修道院是義大利早期勃艮第哥特式風格建築的代表作之一，大約始建於1135年，完成於1208年。

## 外部連結
- Fossanova Abbey website (it.) （页面存档备份，存于）
- Adrian Fletcher’s Paradoxplace – The Cistercian Abbey of Fossanova (photos)
- Comune di Priverno: Abbazia di Fossanova (eng.)